# Дихроматична симетрія

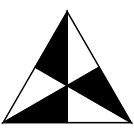
Дихроматич-ний трикутник, що ілюструє симетрію кольорів

Дихроматична симетрія,  також називається антисиметрією, чорно-білою симетрією, магнітною симетрією,  симетрією із контрзміною  або дихроїчною симетрією,  — це операція симетрії який перетворює об'єкт на його протилежність.  Більш точне визначення: «операції антисиметрії перетворюють об'єкти, що володіють двома можливими значеннями певною властивості, з одного значення в інше».  Дихроматична симетрія відноситься конкретно до двоколірної симетрії; це можна поширити на три або більше кольорів, і в цьому випадку це називається поліхроматичною симетрією.  Загальним терміном для дихроматичної та поліхроматичної симетрії є просто колірна симетрія. Дихроматична симетрія використовується для опису магнітних кристалів та в інших областях фізики , таких як зворотність або CPT-інваріантність, які вимагають двозначних операцій симетрії.

## Приклади
Простий приклад: взяти білий об’єкт, наприклад трикутник, і застосувати зміну кольору, що призведе до чорного трикутника. Застосування зміни кольору ще раз дає вихідний білий трикутник.

Операція антиідентичності та таблиця Кейлі

Зміна кольору, яку тут називають операцією антиідентичності (1'), дає операцію ідентичності (1), якщо її виконати двічі.
Іншим прикладом є побудова антидзеркального відображення (m') із дзеркального відображення (m) і операції антиідентичності (1'), що виконується в будь-якому порядку.
Потім операцію m' можна використати для побудови точкової групи антисиметрії 3m' дихроматичного трикутника.

Шість операцій, що утворюють дихроматичну точкову групу симетрії D3 (3m').

D3 Таблиця Кейлі зі зміною кольору, що представляє групу антисиметрії 3m'

Немає операцій дзеркального відбиття (m) для дихроматичного трикутника, як це було б, якби всі трикутники з меншими компонентами були пофарбовані в білий колір. Однак, запровадивши операцію антидзеркального відбиття (m'), повна діедрична група симетрії D3 відновлюється. Шість операцій, що утворюють дихроматичну точкову групу симетрії D3 (3m'):
- операція ідентичності ( e )
- поворот на 2π/3 ( r )
- поворот на 4π/3 ( r2 )
- антидзеркальне відображення ( m' )
- поєднання m' з r ( m'r )
- поєднання m' з r2 ( m'r2 ).

Зауважте, що номери вершин не є частиною трикутника, над яким виконується операція – вони показані для відстеження того, де знаходяться вершини після кожної операції.
У 1930 році Генріх Гіш був першою людиною, яка офіційно постулювала операцію антисиметрії в контексті дослідження тривимірних просторових груп у 4D.  На роботу Гіша вплинула стаття Вебера 1929 року про чорно-біле фарбування 2D-смуг. 
У 1935-1936 роках Г. Дж. Вудс опублікував серію з чотирьох статей під назвою «Геометрична основа дизайну візерунка» . Остання з них  була присвячений симетрії контрзміни і в якому вперше було виведено 46 дихроматичних двовимірних точкових груп.
Роботи Хіша і Вудса не мали широкого застосування у свій час. Але значний інтерес у фізиці зʼявився пізніше, особливо для опису магнітних структур та фізичних полів.